# Neocryphoeca beattyi
Neocryphoeca beattyi là một loài nhện trong họ Hahniidae.
Loài này thuộc chi Neocryphoeca. Neocryphoeca beattyi được miêu tả năm 1970 bởi Roth.